# Grus nigricollis
La grulla cuellinegra (Grus nigricollis) es una especie de ave gruiforme de la familia Gruidae que habita en Asia. Es una grulla de tamaño medio que cría en la meseta tibetana y pasa el invierno en zonas del noroeste del subcontinente indio y el este de China. En Bután son veneradas en la tradición budista y están protegidas culturalmente en toda su área de distribución. Existe un festival en Bután en honor a estas aves y el estado indio de Jammu y Cachemira la considera su ave oficial.

## Descripción

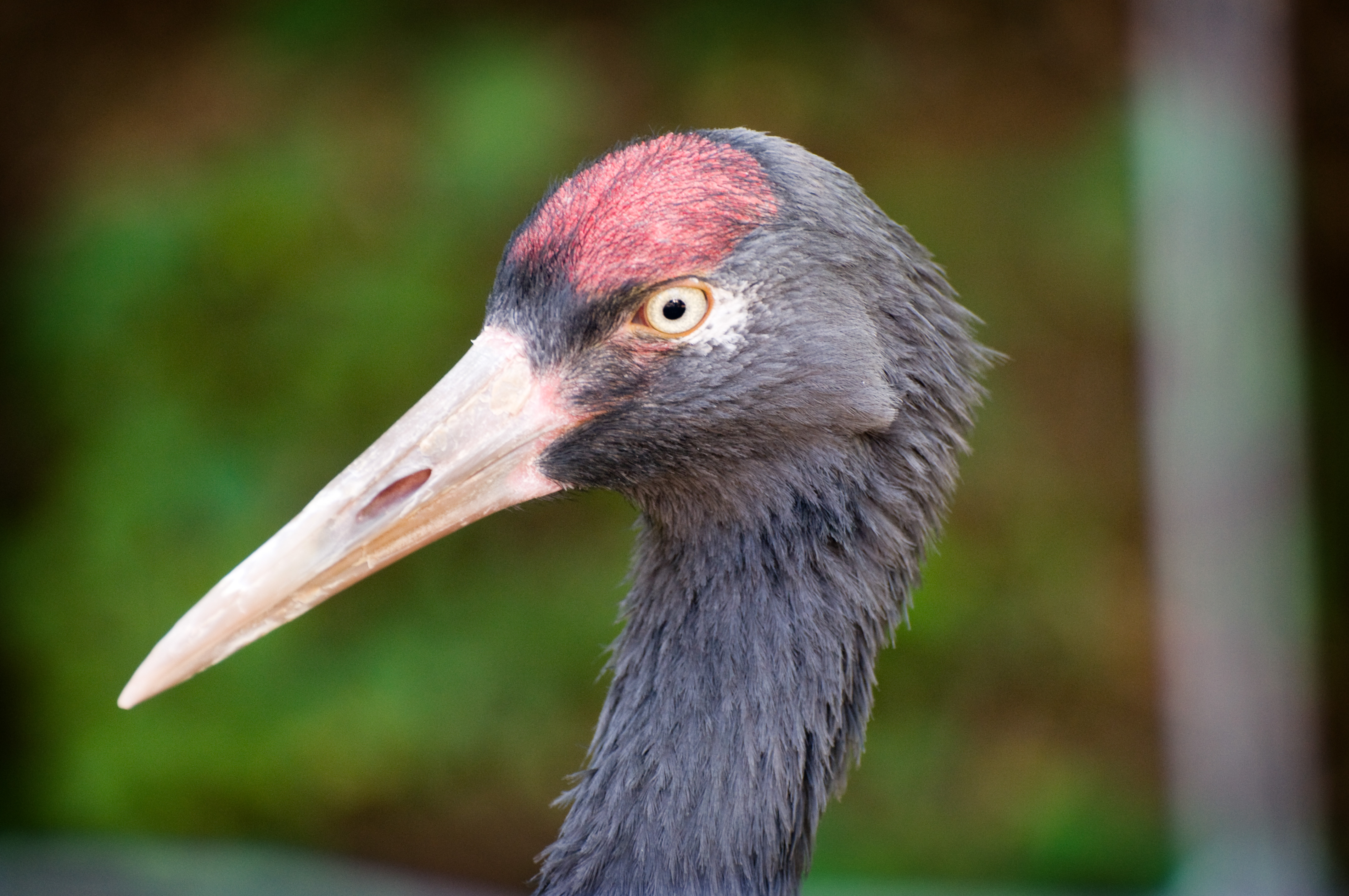
Detalle de su cabeza.

Mide unos 139 cm de largo, tiene una envergadura alar de 235 cm y pesa alrededor de 5,5 kg. Su plumaje es principalmente gris blanquecino, con la cabeza, la parte superior del cuello y cola negros, además de sus plumas primarias y secundarias. Su píleo es rojo y tiene una pequeña mancha blanca junto a la parte posterior del ojo. El iris de sus ojos es amarillo blanquecino. Su pico es claro mientras que sus patas son negras. Ambos sexos tienen un aspecto similar. Su cola negra la diferencia fácilmente de la grulla común que la tiene gris.

## Distribución y hábitat

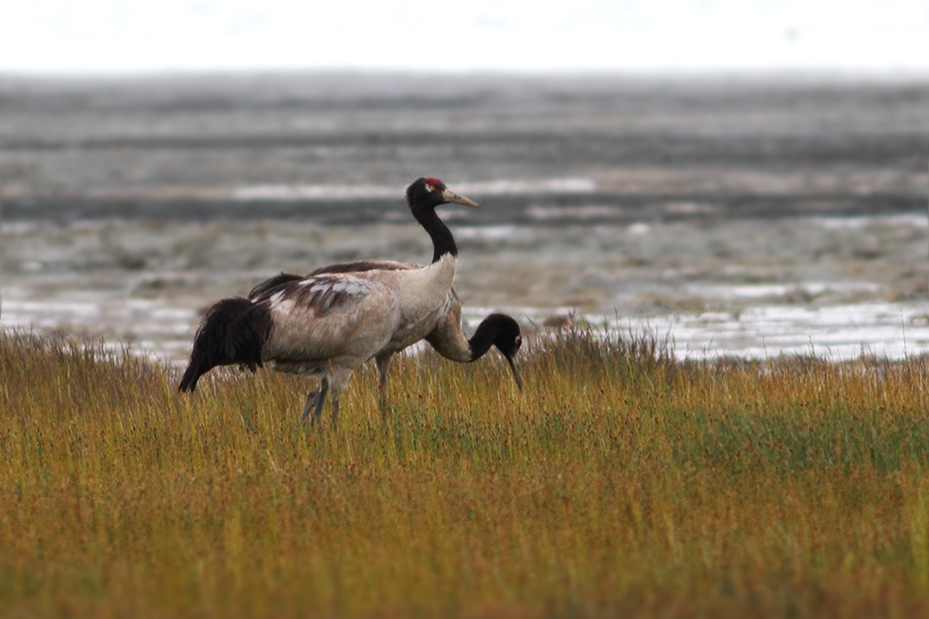
Unas 100 parejas anidan en la India.

La grulla cuellinegra pasa el verano principalmente en altitudes elevadas de la meseta tibetana. Sus zonas de cría son las praderas alpinas, los humedales junto a lagos y ríos y los valles fluviales. También usan los campos de cereales de estas regiones. Sus cuarteles invernales suelen ser los valles resguardados y las zonas de altitud más baja. Las poblaciones mayores pasan el invierno en China, con poblaciones más pequeñas en Bután, y el norte de la India y Vietnam. Se registra una pequeña población en el norte de Sikkim. Y avistan individuos divagantes en Nepal.
Además la grulla cuellinegra pasa el invierno en pequeñas cantidades en dos valles de oeste de Arunachal Pradesh, India: Sangti y Zemithang.

## Comportamiento y ecología

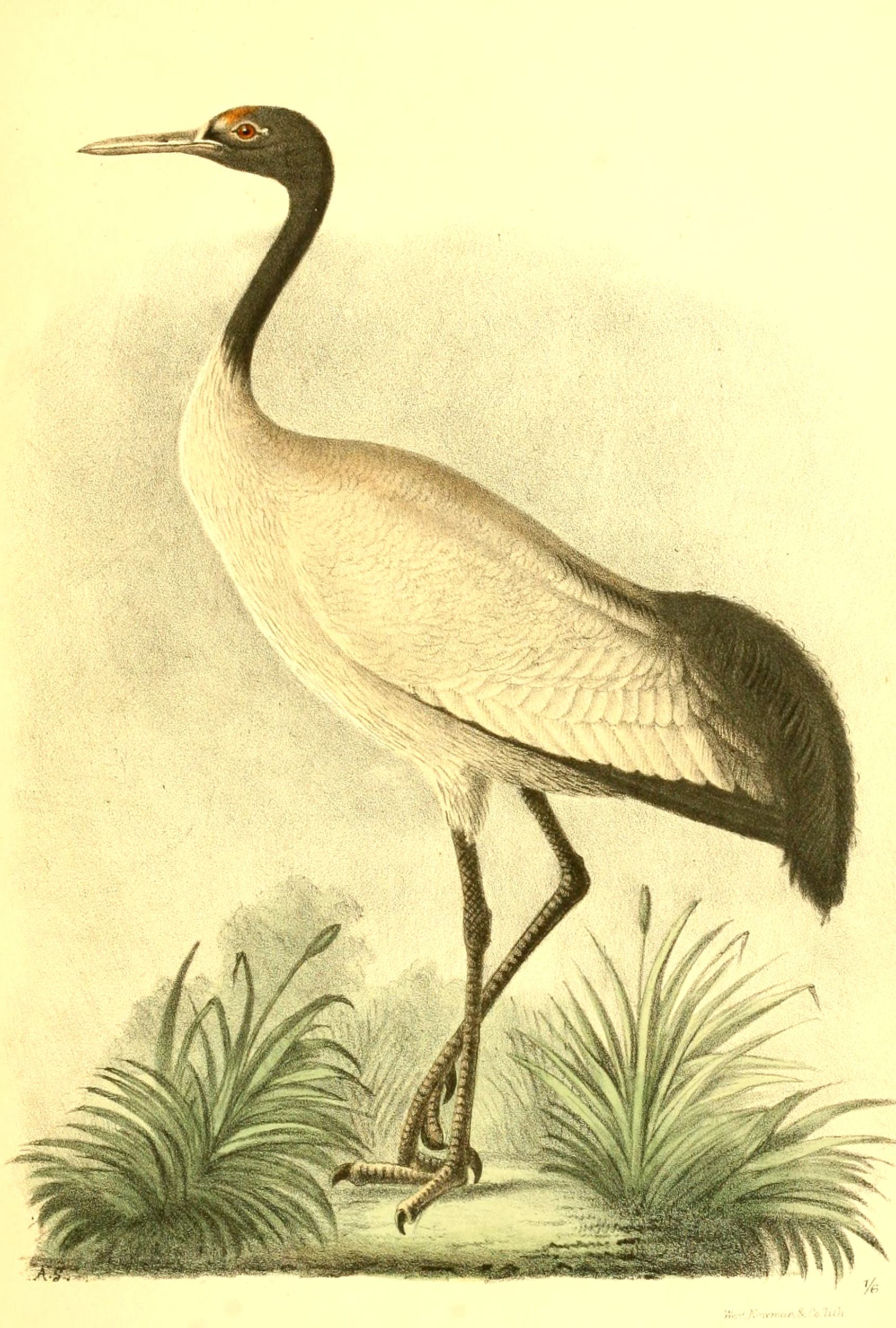
Ilustración contenida en la descripción científica de la especie de Nikolai Przhevalsky.

Las grullas cuellinegras buscan alimento en el suelo en pequeños grupos, con frecuencia con un individuo realizando labores de centinela. En invierno las bandadas llegan y se van juntas de los campos de alimentación, pero se dispersan en ellos en pequeños grupos familiares. Cada bandada mantiene pequeños territorios en los grandes humedales o las praderas. Pasan casi el 75% del día buscando alimento siendo sus períodos de alimentación principal las mañanas y el atardecer. Mientras buscan alimento caminan y pueden desplazarse andando grandes distancias entre puntos de alimentación. De esta forma pueden cubrir varios kilómetros al día. Se alimentan de los tubérculos de los juncos, raíces de las plantas, lombrices, insectos y otros invertebrados, y ranas y otros pequeños vertebrados. También se alimentan de grano caído de los cereales y a veces cavan para desenterrar patatas, zanahorias y nabos. Sus llamadas consisten en gritos a modo de trompeteos similares a los de las demás grullas.
Son aves muy recelosas, pero en algunas regiones se han acostumbrado a los lugareños que no las molestan. Estas grullas parecen capaces de distinguir a la gente que viste ropa tradicional y recelan del resto.
Como las demás especies de grullas se cree que forman parejas duraderas y realizan exhibiciones que asemejan a danzas en pareja durante la época de cría. Las aves que están criando son territoriales y persiguen a cualquier intruso de su misma especie, aunque toleran a las demás especies de aves. El lugar de anidamiento suele ser un islote de barro preexistente en una charca somera, a veces compartida con los ánsares indios. El nido varía desde un pequeño hoyo en el suelo forrado hasta una estructura hecha de hierba, juncos y carrizo con una depresión en el centro, y a veces ponen los huevos directamente sobre la hierba sin ninguna clase de estructura. Ponen sus huevos principalmente entre mayo y junio, generalmente uno o dos. Estas aves son más cautelosas cuando los polluelos son pequeños. Hasta que los jóvenes pueden volar la familia se desplaza en los alrededores de la zona de anidamiento, pero después empieza a viajar más lejos y más tiempo cada jornada. Aunque los jóvenes son capaces de buscar su propio alimento independientemente generalmente acompañan a sus padres en la búsqueda. Los miembros de la familia emiten suaves sonidos nasales de tipo "kurrr" para mantenerse en contacto, y también los emiten los adultos para indicar a los juveniles la existencia de comida disponible. Se ha registrado que los adultos alimentan a sus hijos principalmente a base de peces en Ladakh, pescando como las garzas. Se encuentran amenazadas por la actividad de cazadores.

## Conservación y amenazas

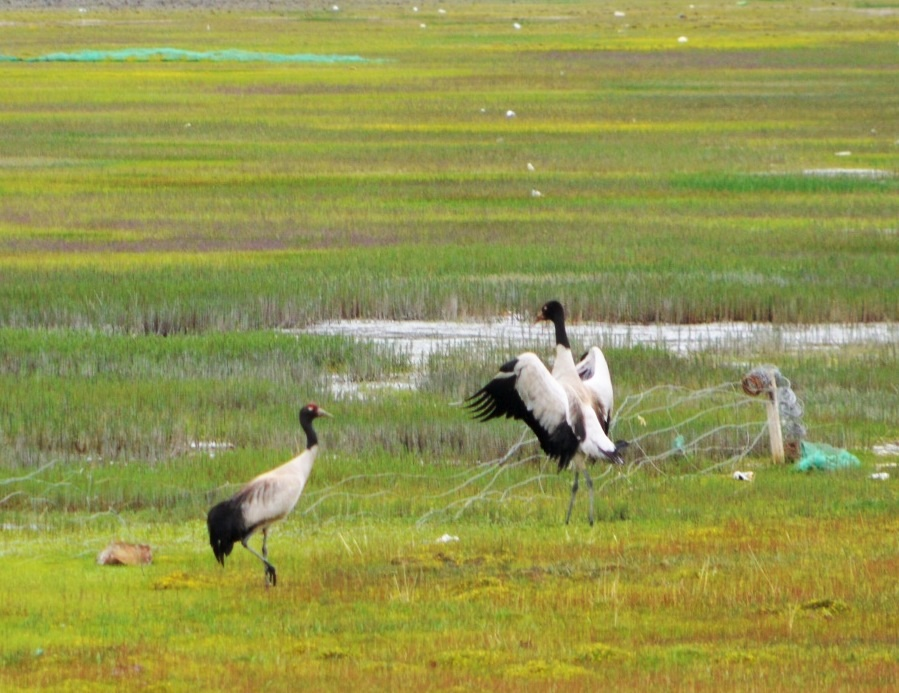
Pareja cerca del lago Yamdrok, Xizang (Tíbet), China.

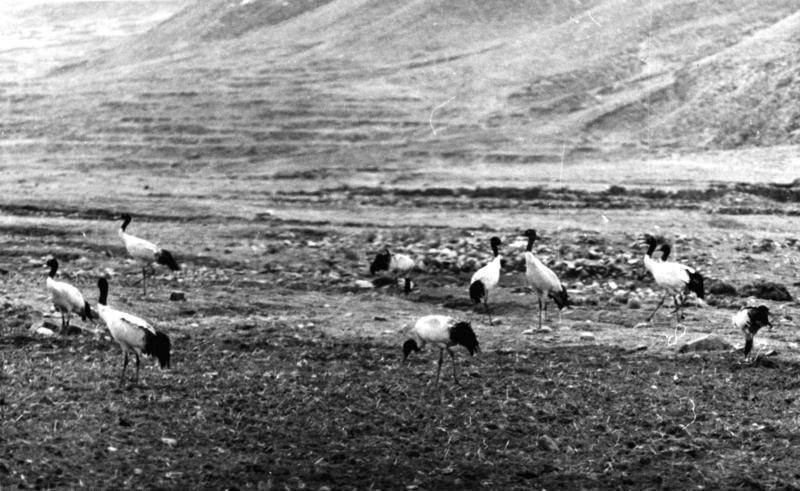
Bandada en el valle del Brahmaputra.

Se estima que la población de la grulla cuellinegra es de 8800 a 11000 individuos. Estas aves están protegidas por la ley en China, India y Bután. Sin embargo la modificación de sus hábitat, la desecación de los lagos y la extensión de la agricultura amenazan sus poblaciones. En algunas zonas los perros de los pastores son la principal amenaza para las aves jóvenes. Se ha reportado un caso de depredación por parte de un leopardo en grullas que dormían durante la noche en el  valle de Phobjika en Bután. Las colisiones con las líneas eléctricas son una de las causas de su mortalidad. Además sus huevos pueden ser expoliados por los cuervos que aprovechan cualquier oportunidad cuando los padres son molestados por los humanos. La desecación de los humedales puede desproteger sus nidos, mientras que una elevación del nivel del agua puede sumergir el nido arruinando la puesta. La pérdida y degradación de su hábitat son las principales amenazas de las grullas cuellinegras. El problema es más serio en sus zonas de invernada, donde los humedales están afectados por las actividades humanas como el riego, la construcción de presas, la desecación y la presión del ganado. En Tíbet la extensión de los cambios en las prácticas agrícolas tradicionales han reducido la disponibilidad de cereales desperdigados.
Las poblaciones de Bután están bien protegidas tanto legal como culturalmente, aunque sufren algunas molestias por las actividades turísticas.
La grulla cuellinegra está clasificada como especie vulnerable en la Lista Roja de la UICN. Y se incluye en el apéndice I y II del CITES.